# Stretto
Stretto (plural: stretti), em teoria musical, designa dois recursos técnicos de composição.
O primeiro se refere a uma seção da fuga, em que o tema aparece em todas as vozes, em rápida sucessão, antes de cada aparição se concluir. Geralmente é usado como encerramento porque torna a textura mais cerrada e aumenta as possibilidades de exploração de um efeito expressivo marcante, apropriado a um final.
O segundo designa a seção final de uma ária, canção ou movimento de concerto, na qual o andamento é acelerado.